# Congtai
Congtai (en chino, 丛台; pinyin, Cóngtái (escuchar)ⓘ) es un distrito urbano bajo la administración directa de la ciudad-prefectura de Handan. Se ubica en la provincia de Hebei, este de la República Popular China. Su área es de 401 km² y su población total para 2010 superó los 358 mil habitantes. 

## Administración
El distrito de Congtai se divide en 19 pueblos que se administran en 10 subdistrito, 3 poblados y 6 villas.

## Toponimia
El topónimo Congtai [/Dsong-Tái/] significa 'plataforma Cong', una estructura histórica ubicada en Handan, construida durante el período de los Reinos Combatientes (475-221 a. C.) para observar desfiles militares y realizar actividades sociales.
Yan Shigu de la dinastía Tang dijo: "No es una sola cosa porque están conectadas entre sí, por eso se llama Congtai" «conjunto (Cong) de plataformas (Tai)».